# Риттер, Тайсон
Тайсон Джей Риттер (англ. Tyson Jay Ritter; род. 24 апреля 1984, Стиллуотер, Оклахома) — американский рок-музыкант и актёр. Он является ведущим вокалистом, басистом, пианистом и автором песен рок-группы The All-American Rejects. Как актёр, Риттер появился в роли самого себя в семнадцатом эпизоде третьего сезона драматического телесериала Fox «Доктор Хаус», который вышел в эфир в апреле 2007 года, он появился в роли Дейна в телесериале Amazon Prime Video «Бета», появлялся в периодической роли рок-музыканта Оливера Рима в драматическом телесериале NBC «Родители» и имел второстепенные роли в фильмах, включая «Мальчикам это нравится» (2008) и «Уже скучаю по тебе» (2015). В 2018 году Риттер играл периодические роли в двух телесериалах на AMC: «Проповедник» и Ложа 49. Риттер присоединился к основному актёрскому составу «Проповедника» для его последнего сезона в 2019 году.

## Ранние годы
Риттер родился 24 апреля 1984 года в Стиллуотере, штат Оклахома, в семье Тима и Трейси Риттер (урожденной Лайонс), его мать работала в государственных школах Стиллуотера. Он окончил среднюю школу Стиллуотера.

## Карьера

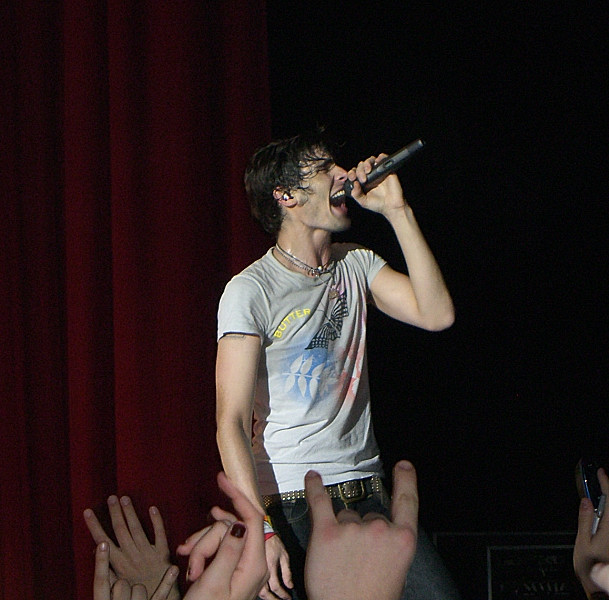
Риттер на выступлении с группой The All-American Rejects в 2006 году

Риттер познакомился со своими товарищами по группе, когда был на вечеринке в старшей школе. После того, как Джесси Табиш покинул группу, и с приходом Майка Кеннерти и Криса Гейлора, The All-American Rejects были подхвачены Doghouse Records, а позже DreamWorks Records, и впоследствии подписали контракт с крупным лейблом Interscope Records. В начале 2018 года группа покинула Interscope. В июле 2019 года они подписали контракт с Epitaph Records. The All-American Rejects выпустили четыре альбома и продали более 10 миллионов альбомов по всему миру и 4 миллиона синглов.
Риттер появлялась в таких телесериалах и фильмах, как «Доктор Хаус» (2007), «Мальчикам это нравится» (2008), «Бета» (2013–14) и «Родители» (2013–15). 5 ноября 2013 года Риттер выпустила песню «Air» в качестве сольной песни, которая был представлена в телесериале «Родители».
Вскоре после выхода «Air» Риттер написала песню «Collide», которая также вошла в альбом саундтреков телесериала «Родители». Песня не была выпущена.
Позже Риттер сыграл роль в фильме «Любовь и милосердие» с Джоном Кьюсака (2014). Он также был утвержден на главную роль певца Грегга Оллмана в байопике «Полуночный гонщик» режиссера Рэндалла Миллера, но фильм был остановлен в производстве и в конечном итоге отменён из-за смерти ассистента оператора Сары Джонс. В следующем году Риттер сыграл второстепенную роль в комедийно-драматическом фильме «Уже скучаю по тебе».
6 августа 2021 года Риттер совместно с Lil Huddy выпустил сингл «Don't Freak Out», в котором также приняли участие Iann Dior и Трэвис Баркер, а соавтором песни стал его коллега по группе All American Rejects Ник Уилер.
Риттер снялась в семейной драме 2022 года «Цена искупления».
В октябре 2022 года Риттер сформировал группу Now More Than Ever с гитаристом Иззи Фонтейном и клавишником Скоттом Чесаком. Их дебютный альбом Creatrix вышел в марте 2023 года.

## Личная жизнь
Риттер и актриса Елена Сатине обручились в апреле 2013 года и поженились в канун Нового года того же года. Сатине родила сына в 2021 году. Риттер жил в Новой Зеландии во время пандемии COVID-19. Риттер объявил, что он и его семья переезжают в Талсу, штат Оклахома, в 2023 году.

## Оборудование
Риттер любит использовать бас-гитары Fender. Ранее он использовал басы Epiphone Flying V или Epiphone Explorer во времена The All-American Rejects, пока не начал отдавать предпочтение Fender Precision Bass и чаще использовать их в своих песнях. Риттер также был замечен с басом Gibson Thunderbird в их ранних турах Move Along, а также с редким басом Jackson Guitars V. Затем он позже использовал гитары Fender Jaguar Bass для более поздних туров, прежде чем снова переключился на басы Fender Precision.

## Фильмография

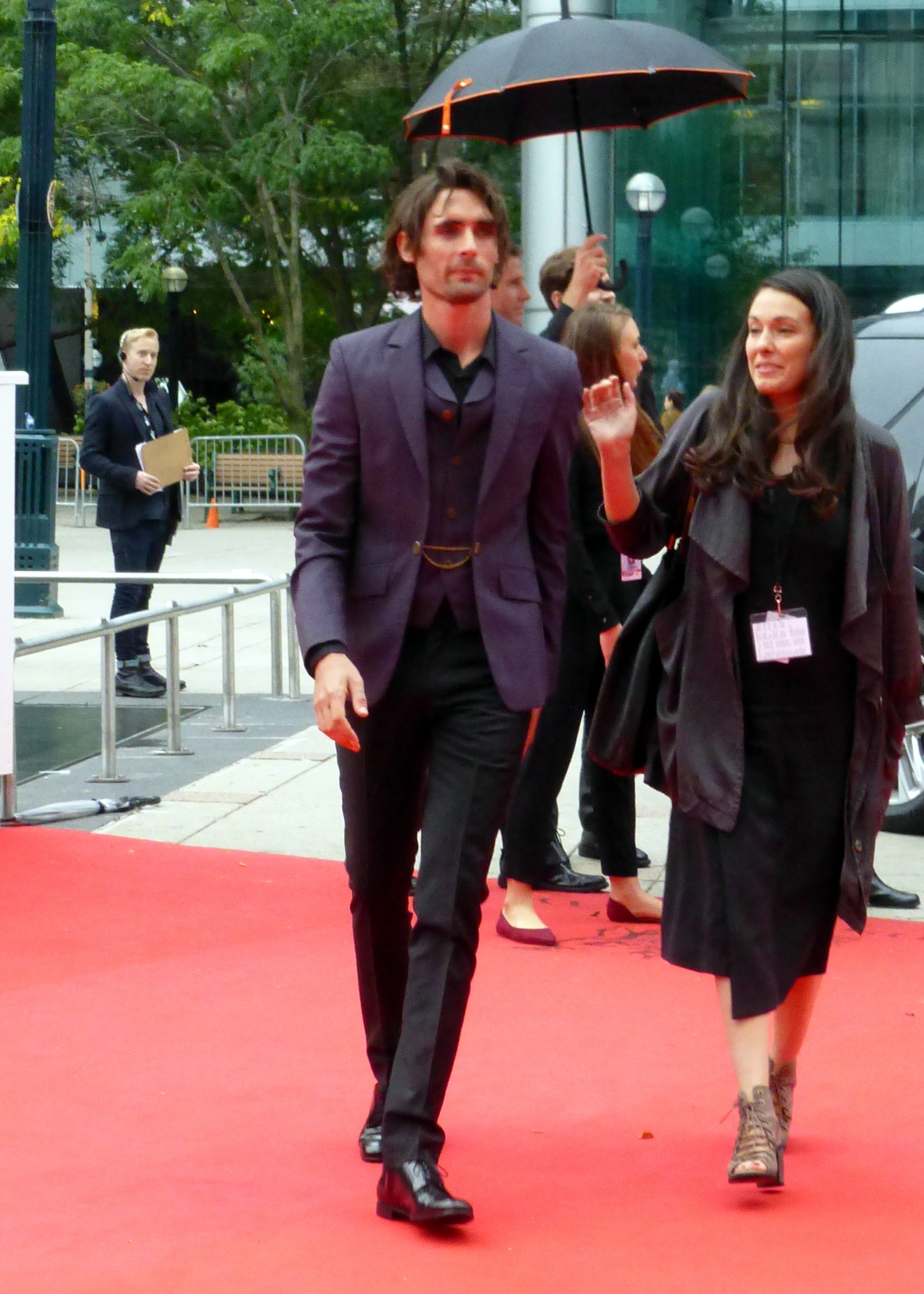
Риттер на Кинофестивале в Торонто в 2015 году

| Год       |   | Русское название       | Оригинальное название | Роль                   |
| --------- | - | ---------------------- | --------------------- | ---------------------- |
| 2006      | с | Тайны Смолвиля         | Smallville            | В роли себя            |
| 2007      | с | Доктор Хаус            | House                 | В роли себя            |
| 2008      | ф | Мальчикам это нравится | The House Bunny       | Колби                  |
| 2012      | с | 90210: Новое поколение | 90210                 | В роли себя            |
| 2013—2014 | с | Бета                   | Betas                 | Дэйн                   |
| 2013—2015 | с | Родители               | Parenthood            | Оливер Роум            |
| 2014      | ф | Любовь и милосердие    | Love & Mercy          | Хипстер №1             |
| 2015      | с | Злой город             | Wicked City           | Бакет                  |
| 2015      | ф | Уже скучаю по тебе     | Miss You Already      | Эйс                    |
| 2016      | ф | Сладкая жизнь          | The Sweet Life        | Марлон                 |
| 2017—2019 | с | Проповедник            | Preacher              | Хамперду/Иисус Христос |
| 2017      | ф | Рэй встречает Елену    | Ray Meets Helen       | Вуди                   |
| 2018      | с | Ложа 49                | Lodge 49              | Эвери                  |
| 2018      | ф | Багровая мята          | Peppermint            | Сэм                    |
| 2018      | ф | Глория Белл            | Gloria Bell           | сосед                  |
| 2018      | ф | Запустение             | Desolation            | Нед Стоун              |
| 2020      | с | Земля монстров         | Monsterland           | Бризи                  |
| 2021      | с | Ковбой Бибоп           | Cowboy Bebop          | железная норка         |
| 2022      | ф | Цена искупления        | Prisoner's Daughter   | Тайлер                 |
| 2023      | с | Кумир                  | The Idol              | TBA                    |
| 2024      | ф | Джонни и Клайд         | Johnny & Clyde        | Парень                 |